# Рорберг (Ајхсфелд)
Рорберг (њем. Rohrberg) општина је у њемачкој савезној држави Тирингија. Једно је од 89 општинских средишта округа Ајхсфелд. Према процјени из 2010. у општини је живјело 248 становника. Посједује регионалну шифру (AGS) 16061078.

## Географски и демографски подаци
Рорберг се налази у савезној држави Тирингија у округу Ајхсфелд. Општина се налази на надморској висини од 315 метара. Површина општине износи 3,5 km². У самом мјесту је, према процјени из 2010. године, живјело 248 становника. Просјечна густина становништва износи 70 становника/km².